# Tag der Heimat

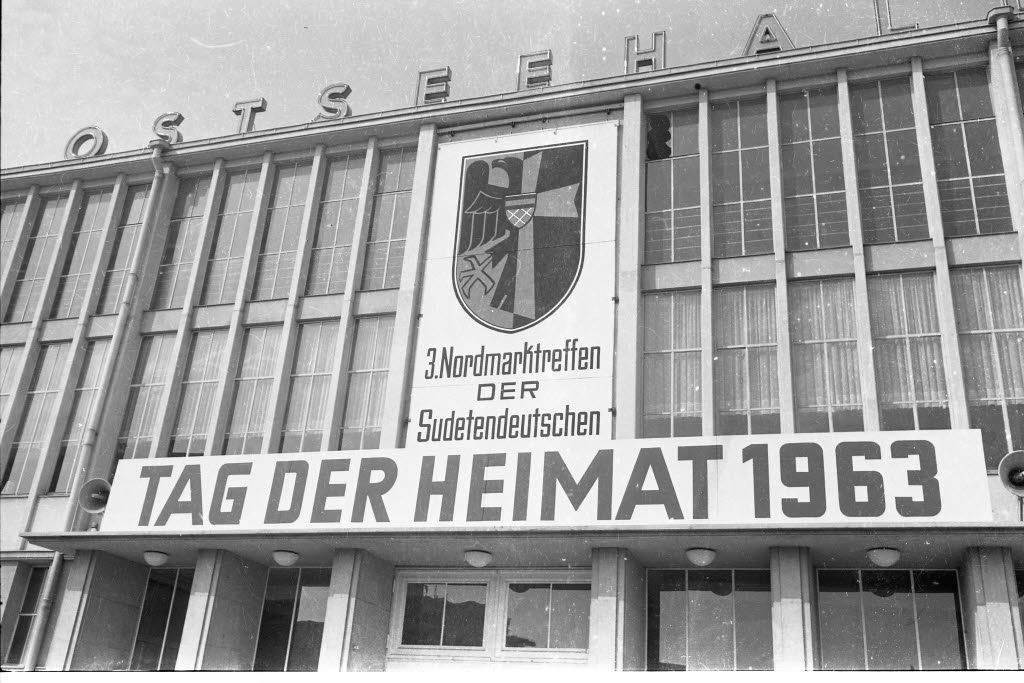
Nordmarktreffen der Sudetendeutschen am Tag der Heimat 1963 in der Kieler Ostseehalle

Der Tag der Heimat ist ein Gedenktag, der in der Bundesrepublik Deutschland jährlich begangen wird. Er geht zurück auf die Kundgebung vor dem Stuttgarter Schloss am 6. August 1950, bei der die Charta der deutschen Heimatvertriebenen verkündet wurde. Die Verkündung der Charta erfolgte bewusst in zeitlicher Nähe zum fünften Jahrestag des Potsdamer Abkommens vom 2. August 1945. Der Beschluss zur jährlichen Durchführung des Tages der Heimat wurde im November 1949 in Göttingen gefasst; er geht auf eine Initiative von Paul Wagner, des früheren Bürgermeisters von Neidenburg in Ostpreußen, zurück.
Seither findet meistens am ersten Sonntag im September eine zentrale Auftaktveranstaltung des Bundes der Vertriebenen (BdV) zum „Tag der Heimat“ in Berlin statt. In den folgenden Wochen finden zahlreiche dezentrale Veranstaltungen der Regionalverbände des BdV zum Thema Vertreibung statt.

## Geschichte
Die Einführung eines nationalen Gedenktages, des Tages der Heimat, war geprägt durch verschiedene Debatten und ist das Ergebnis des komplexen Verhältnis zwischen Staat und den Vertriebenenorganisationen. Der Tag wurde erstmals 1950 auf Initiative der Landsmannschaften und Vertriebenenverbände in Westdeutschland begangen. Die staatliche Finanzierung ermöglichste Durchführung und Organisation zum größten Teil. Nationale politische Größen nahmen bis in die späten 1960er Jahre an den Gedenkveranstaltungen teil, um die Unterstützung der Vertriebenen zu gewinnen und für die Rückgabe ehemaliger deutscher Gebiete zu werben. Wegen des Kalten Krieges wurde der Gedenktag jedoch nicht zu einem staatlichen Feiertag erklärt, um den internationalen Ruf der Bundesrepublik nicht zu gefährden. Ursprünglich wurde der Tag Anfang August am Jahrestag des Potsdamer Abkommens begangen. Im Jahr 1955 wurde er auf den zweiten Sonntag im September verschoben, um negative Auswirkungen während eines historischen Besuchs von Bundeskanzler Konrad Adenauer in Moskau zu vermeiden.

## Offizieller Charakter
Der Tag der Heimat hat in der Bundesrepublik Deutschland offiziellen Charakter. Auf den zentralen Kundgebungen sprechen regelmäßig hochrangige Repräsentanten von Staat und Regierung, in mehreren Bundesländern – darunter Berlin, Brandenburg, Nordrhein-Westfalen, Bayern, Hamburg und Hessen – werden zum Tag der Heimat die öffentlichen Gebäude beflaggt.

## Mottos (Auswahl)

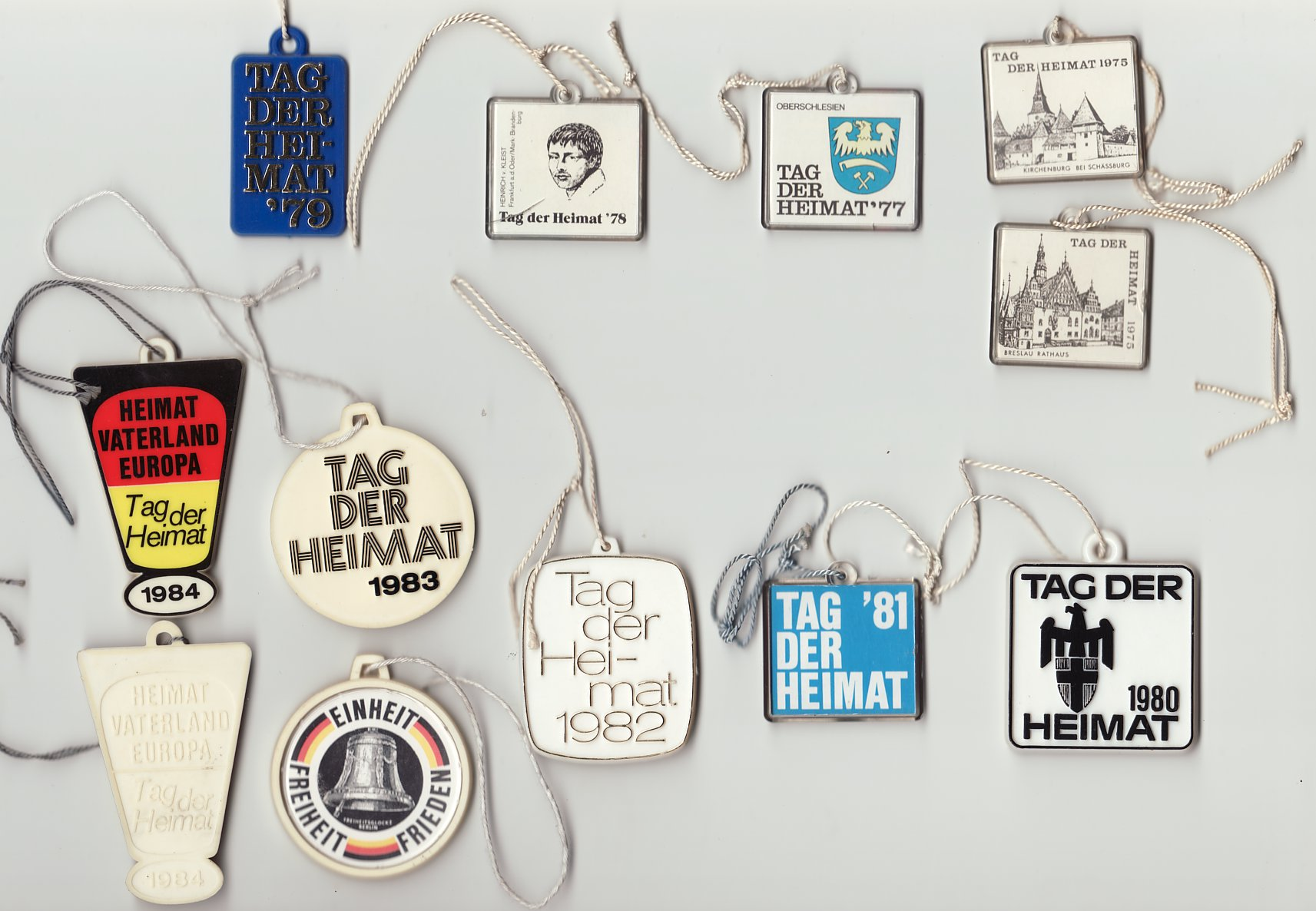
Anhänger mit den Veranstaltungsmottos von 1975 bis 1984

- 1975: Auch nach 30 Jahren: Heimat – Freiheit – Menschenrecht
- 1977: Menschenrechte auch für die Deutschen
- 1978: Freies Deutschland. Freies Europa
- 1979: Gegen die Mauer des Schweigens – ganz Deutschland verpflichtet
- 1980: Politik für ganz Deutschland
- 1981: Deutschland – Erbe und Auftrag
- 1982: 10 Jahre Ostverträge. Die Deutsche Frage bleibt offen!
- 1983: Einheit. Freiheit. Frieden.
- 1984: Heimat, Vaterland, Europa.
- 2007: Heimat ist Menschenrecht[3]
- 2013: Unser Kulturerbe – Reichtum und Auftrag[3]
- 2014: Deutschland geht nicht ohne uns![3]
- 2015: Vertreibungen sind Unrecht – gestern wie heute[4][3]
- 2016: Identität schützen – Menschenrechte achten[3]
- 2017: 60 Jahre Einsatz für Menschenrechte, Heimat und Verständigung[5]
- 2018: Unrechtsdekrete beseitigen – Europa zusammenführen[6][3]
- 2019: Menschenrechte und Verständigung – Für Frieden in Europa[3]

## Grußworte von Päpsten
Zu den Tagen der Heimat des Jahres 2003 und 2006 schickten die Päpste Johannes Paul II. und Benedikt XVI. Grußworte, in denen sie die Gewaltlosigkeit der deutschen Vertriebenen sowie ihr Eintreten für die Völkerverständigung würdigten.

## Tag der Heimat 2007
2007 stand der Tag der Heimat unter dem Motto „Heimat ist Menschenrecht“. Prominenteste Rednerin der Auftaktkundgebung in Berlin war Bundeskanzlerin Angela Merkel.